# Hernán Neira
Hernán Neira (Lima, Perú, 1960)[cita requerida] es un escritor, filósofo y profesor universitario de nacionalidad chilena, nacido en Perú.

## Educación
Realizó la enseñanza básica en el Colegio San Ignacio, en Santiago de Chile. Su familia se mudó a España en 1971, donde realizó la enseñanza media en el Colegio San Patricio y en el Instituto Nacional Cardenal Cisneros. En 1984 se recibió como licenciado en filosofía en la Universidad Católica de Santiago de Chile, donde dirigió la revista Perspectivas, una revista estudiantil de oposición a la dictadura del general Pinochet. En 1985 se trasladó a París, donde se doctoró en filosofía, en la Universidad de París VIII. También estudió sociología y lingüística en la École des hautes études en sciences sociales, París. Volvió a Chile en 1992.[cita requerida]

## Carrera
Su primer puesto de profesor fue en la Universidad de La Serena (1984-1985). En París enseñó en el Institut d’études politiques (1991-1992). Posteriormente trabajó en la Universidad Austral en Valdivia, Chile. Ha sido invitado por la Universidad de Chile, Diego Portales, Los Lagos y la Universidad Andrés bello. También ha sido conferencista en distintas universidades europeas. Desde 2008 ejerce la cátedra de filosofía política en la Universidad de Santiago de Chile. En 2011 fue elegido al Consejo Académico de dicha universidad, al que fue reelecto en 2019 y en 2021. 
En 2005, Mathieu Lindon escribió sobre él en el diario francés LIBÉRATION: “Hay, en Les naufragés (traducción francesa de El naufragio de la luz), no propiamente una atmósfera y tono, pero sí una estrategia de malestar creciente que recuerda al mismo tiempo a Julian Grack y Marie NDiaye". En 2004, entrevistado por el periódico chileno El Mostrador, se consideró a sí mismo un “ousider”. Su primer libro de narraciones, A golpes de hacha y fuego (Editorial Andrés Bello, Santiago 1995) fue bien recibido por la crítica y el público. Iván Carrasco escribió en el diario LA EPOCA el 13 de agosto de 1996: "La sensibilidad descriptora, el cuidado de los estilos y de la construcción[...] Una voz que no puede dejar de escucharse en el panorama de la literatura chilena actual”. En 2018 recibió la beca del Fondo del Libro para escribir Almuerzos de verano, colección de narrativa publicada por la revista literaria International Literary Quarterly, que le dedicó su portada en septiembre de 2020. La narración irónica Informe de excursión, contenida en esa colección, ha tenido amplia circulación internacional.
Sus principales campos de investigación filosófica son la filosofía política, la ética animal y la estética literaria.
Ha publicado artículos académicos en Chile, Estados Unidos, Países Bajos, Cuba y otros países. Seis veces ha recibido fondos de investigación del Fondo Nacional para la Ciencia y Tecnología (Fondecyt).[cita requerida] En 2019 dirigió y publicó la edición crítica y bilingüe (castellano-Portugués) de la Jornada de Omagua y Dorado, que narra la expedición de Lope de Aguirre en 1560. 
También es autor de las novelas El sueño inconcluso (Editorial Planeta, Santiago, 1999) y El naufragio de la luz (Ediciones B, Barcelona, 2004). Asimismo, la publicado los ensayos filosóficos El espejo del olvido (Dolmen Ediciones, Santiago, 1997) y La ciudad y las palabras (Editorial Universitaria, Santiago, 2004). 
Ha colaborado con los diarios El Mercurio (Chile) y El País (España) y con la revista Ecos de España y Latinoamérica (Alemania). Es autor invitado con frecuencia por The International Literary Quarterly, Nueva York. Con la novela El naufragio de la luz ganó unánimemente el premio Las Dos Orillas dado por cuatro editoriales europeas, siendo traducida al francés, portugués, griego e italiano.

## Obra

### Novelas
- El sueño inconcluso (Editorial Planeta, Santiago de Chile 1999), ISBN 978-956247220-3
- El naufragio de la luz (Ediciones B, Barcelona 2004,  ISBN 8466614591)

### Libros de cuentos
- Almuerzos de verano (publicado parcialmente en 2020 por Interlitq.org)
- A golpes de hacha y fuego, cuentos, Editorial Andrés Bello, 1995.  ISBN 978956131296-8.
- Los viajes del argonauta. Ediciones Mar del Plata. Santiago de Chile, 1985.

### Teatro
- Una modesta proposición. Entremés burlesco. Revista CONJUNTO, #172,  julio-septiembre 2014, pp. 52-61. Editorial Casa de las Américas. La Habana.  ISSN 0010-5937

### Libros de filosofía
- El espejo del olvido. Dolmen Ediciones, Santiago 1997.
- La ciudad y las palabras. Editorial Universitaria. Santiago de Chile 2004.
- V Archivado el 30 de septiembre de 2020 en Wayback Machine.isión de los vencidos. La idea de América en las Memorias de Juan Bautista Tupac Amaru Archivado el 30 de septiembre de 2020 en Wayback Machine.. Editorial Universidad de Santiago de Chile,     Santiago 2009.
- Leituras contemporâneas da modernidade. Editora Universidade Federal do Paraná, Curitiba (Brasil) 2013.
- O individuo inquietante. Sob o signo de Lope de Aguirre. Editora Universidade Federal do Paraná, Curitiba (Brasil) 2013.  ISBN 9788565888332
- Olhares de América. Editora Universidade Federal do Paraná, Curitiba (Brasil) 2013.  ISBN 9788565888325